# Coupe de France de rugby à XIII 1936-1937
Navigation
Édition précédente Édition suivante
La Coupe de France de rugby à XIII 1936-1937 est la troisième édition de la Coupe de France, compétition à élimination directe. Organisée par la Ligue française de rugby à XIII, elle met aux prises treize clubs et voit la victoire du club du S.A. Villeneuvois au stade Suzon à Talence, qui bat en finale le XIII Catalan. Il s'agit du premier titre Coupe de France de l'histoire de ce club.
L'édition 1937 met aux prises neuf clubs de Championnat de France de première division auxquels se sont joints les clubs de Cadillac-Preignac, les amateurs de Villeneuve, le Stade rochelais et le Quartier Étudiants Club. Ces quatre derniers clubs ont pris part à cette édition après des éliminatoires.

## Liste des équipes en compétition
| \| XIII Catalan Bordeaux XIII RC Albigeois SA Villeneuvois US Lyon-Villeurbanne RC Roanne Côte basque XIII Paris XIII Dax XIII Quartier Étudiants Club Stade rochelais Villeneuve Am. Cadillac-Preignac \| Clubs prenant à la Coupe de France de rugby à XIII 1937. |
| XIII Catalan Bordeaux XIII RC Albigeois SA Villeneuvois US Lyon-Villeurbanne RC Roanne Côte basque XIII Paris XIII Dax XIII Quartier Étudiants Club Stade rochelais Villeneuve Am. Cadillac-Preignac                                                                |

| Clubs de Première division (9) | Clubs amateurs (4)      |
| arrivent au 1er tour           | arrivent au 1er tour    |
| ------------------------------ | ----------------------- |
| XIII Catalan                   | Cadillac-Preignac       |
| U.S. Lyon-Villeurbanne         | Villeneuve Amateurs     |
| R.C. Albigeois                 | Stade rochelais         |
| S.A. Villeneuvois              | Quartier Étudiants Club |
| Dax XIII                       |                         |
| Paris XIII                     |                         |
| arrivent en quart-de-finale    | -                       |
| Bordeaux XIII                  |                         |
| Côte basque XIII               |                         |
| R.C. Roanne                    |                         |

## Premier tour
Les rencontres ont lieu entre le 7 et 14 février 1937.
Les équipes dont le nom est en caractères gras sont qualifiées pour le deuxième tour. 
| Lieu     | Équipe 1               | Équipe 2            | Résultat |
| -------- | ---------------------- | ------------------- | -------- |
| Roanne   | R.C. Roanne            | Périgueux           | 54-22    |
| Bordeaux | Côte basque XIII       | Pau XIII            | 11-3     |
| Albi     | R.C. Albigeois         | Cadillac-Preignac   | 44-6     |
| Arcachon | Bordeaux XIII          | Arcachon Littoral   | 34-7     |
| Bordeaux | U.S. Lyon-Villeurbanne | Paris XIII          | 22-12    |
| Dax      | Dax XIII               | Villeneuve Amateurs | 36-18    |
| Tonneins | S.A. Villeneuvois      | Stade Rochelais     | 15-2     |

## Tableau final
|  | Quarts de finale       | Quarts de finale |                   |    | Demi-finales | Demi-finales |  |  | Finale | Finale |
|  | Quarts de finale       | Quarts de finale |                   |    | Demi-finales | Demi-finales |  |  | Finale | Finale |
|  |                        |                  |                   |    |              |              |  |  |        |        |
|  | à Bordeaux             | à Bordeaux       |                   |    | à Bordeaux   | à Bordeaux   |  |  |        |        |
|  | à Bordeaux             | à Bordeaux       |                   |    | à Bordeaux   | à Bordeaux   |  |  |        |        |
|  | S.A. Villeneuvois      | 46               |                   |    | à Bordeaux   | à Bordeaux   |  |  |        |        |
|  | S.A. Villeneuvois      | 46               |                   |    | à Bordeaux   | à Bordeaux   |  |  |        |        |
|  | Dax XIII               | 11               |                   |    | à Bordeaux   | à Bordeaux   |  |  |        |        |
|  | Dax XIII               | 11               | S.A. Villeneuvois | 19 |              |              |  |  |        |        |
|  |                        |                  | S.A. Villeneuvois | 19 |              |              |  |  |        |        |
|  |                        | Bordeaux XIII    | 13                |    |              |              |  |  |        |        |
|  | Bordeaux XIII          | Bordeaux XIII    | 13                | 13 |              |              |  |  |        |        |
|  | Bordeaux XIII          |                  |                   | 13 |              |              |  |  |        |        |
|  | Côte basque XIII       | 2                |                   |    |              |              |  |  |        |        |
|  | Côte basque XIII       | 2                | S.A. Villeneuvois | 12 |              |              |  |  |        |        |
|  | à Lyon                 |                  | S.A. Villeneuvois | 12 |              |              |  |  |        |        |
|  |                        | XIII Catalan     | 6                 |    |              |              |  |  |        |        |
|  | XIII Catalan           | XIII Catalan     | 6                 | 13 |              |              |  |  |        |        |
|  | XIII Catalan           |                  |                   | 13 |              |              |  |  |        |        |
|  | R.C. Roanne            | 10               |                   |    |              |              |  |  |        |        |
|  | R.C. Roanne            | 10               | XIII Catalan      |    |              |              |  |  |        |        |
|  | à Perpignan            |                  |                   |    |              |              |  |  |        |        |
|  |                        |                  |                   |    |              |              |  |  |        |        |
|  | U.S. Lyon-Villeurbanne | 7                |                   |    |              |              |  |  |        |        |
|  | U.S. Lyon-Villeurbanne | 7                |                   |    |              |              |  |  |        |        |
|  | R.C. Albigeois         | 5                |                   |    |              |              |  |  |        |        |
|  | R.C. Albigeois         | 5                |                   |    |              |              |  |  |        |        |

### Quarts-de-finale
Les quarts-de-finales de la Coupe ont lieu le dimanche 10 avril 1938.
| Quart-de-finale Dimanche 7 mars 1937 | S.A. Villeneuvois | 46 - 11 (26 - 3) | Dax XIII                                                                  | Stade de Suzon, Bordeaux |
| Quart-de-finale Dimanche 7 mars 1937 | Essai(s) : 12 Brinsolles, Puyuelo (2), Cougnenc (4), Laffargue, Durand, Brunetaud, Carbo, Guiral Transformation(s) : 5 Guiral (5) |                  | Essai(s) : 3 Espil (?), Larroude (?), Duperrier (?) Transformation(s) : 1 | Stade de Suzon, Bordeaux |
| Quart-de-finale Dimanche 7 mars 1937 | |                  |                                                                           | Stade de Suzon, Bordeaux |

| Quart-de-finale Dimanche 21 mars 1937 | Bordeaux XIII       | 0 - 0 (0 - 0) | Côte basque XIII | Bordeaux |
| Quart-de-finale Dimanche 21 mars 1937 | [A rejouer Rapport] |               |                  | Bordeaux |
| Quart-de-finale Dimanche 21 mars 1937 |                     |               |                  | Bordeaux |

| Quart-de-finale | Bordeaux XIII | 13 - 2 | Côte basque XIII |  |
| Quart-de-finale |               |        |                  |  |
| Quart-de-finale |               |        |                  |  |

| Quart-de-finale Dimanche 7 mars 1937 | XIII Catalan                                                                   | 13 - 10 (6 - 5) | R.C. Roanne                                                                    | Lyon 8 000 spectateurs |
| Quart-de-finale Dimanche 7 mars 1937 | Essai(s) : 1 Azais Pénalité(s) : 2 Bosc (? et ?) Drop(s) : 2 Noguères (? et ?) |                 | Essai(s) : 1 Rousié (?), Jones (?) Transformation(s) : 2 Ewans (?), Rousié (?) | Lyon 8 000 spectateurs |
| Quart-de-finale Dimanche 7 mars 1937 |                                                                                |                 |                                                                                | Lyon 8 000 spectateurs |

| Quart-de-finale | U.S. Lyon-Villeurbanne | – | R.C. Albigeois |  |
| Quart-de-finale |                        |   |                |  |
| Quart-de-finale |                        |   |                |  |

### Demi-finales
L'unique demi-finale disputée de la Coupe a lieu les 25 avril 1937.
| Demi-finale Dimanche 25 avril 1937 | S.A. Villeneuvois | 19 - 13 (7 - 5) | Bordeaux XIII                                                                                     | Stade de Suzon, Bordeaux Arbitre : M. Dobson |
| Demi-finale Dimanche 25 avril 1937 | Essai(s) : 3 Brunetaud (? et ?) et Clément (?) Transformation(s) : 2 Guiral (? et ?) Pénalité(s) : 2 Guiral (?) et Laroche (?) Drop(s) : 1 Brunetaud (?) |                 | Essai(s) : 3 Comte, Falwasser et Andureau Transformation(s) : 1 ? (?) Pénalité(s) : 1 Laroche (?) | Stade de Suzon, Bordeaux Arbitre : M. Dobson |
| Demi-finale Dimanche 25 avril 1937 | |                 |                                                                                                   | Stade de Suzon, Bordeaux Arbitre : M. Dobson |

| Demi finale | XIII Catalan | – | qualifié d'office pour la finale |  |
| Demi finale |              |   |                                  |  |
| Demi finale |              |   |                                  |  |

## Finale - 9 mai 1937
(mt : 2 - 6)
Points marqués :
- Villeneuve : 2 essais de Carbo et Laffargue ; 3 pénalités de Lhespitaou
- XIII Catalan : 3 pénalités de Bosc

Arbitre : M. Frank Peel
Spectateurs : 12 100
Composition des équipes :
- Villeneuve : Étienne Cougnenc - Laffargue, René Lhoste, Marius Guiral, Baptiste Carbo - Georges Lhespitaou (o), Pierre Brinsolles (m) - Antoine Puyuelo, Henri Durand, Urbain Tissinier, Jean Daffis, Calmel, Maurice Brunetaud
- XIII Catalan : François Noguères - Viguie, Émile Bosc, Raoul Lavagne, Henri Dabat - Augustin Saltraille (o), Philippe Ascola (m) - Maurice Porra, Jean Queroli, Adrien Maurel, André Bruzy, Octave Triquera, Martin Serre - Entraîneur : Roger Ramis